# Kasper Kisum
Kasper Kisum (* 20. August 1992 in Gentofte) ist ein dänischer Handballspieler.

## Karriere
Kasper Kisum spielte bis 2011 bei Holte IF, dann wechselte er zu Nordsjælland Håndbold, mit dem er in der Saison 2011/12 im EHF-Pokal spielte. In der Saison 2013/14 warf er 112 Tore in 26 Spielen, stieg aber dennoch mit TMS Ringsted als Letzter aus der Håndboldligaen ab. Im Sommer 2014 wechselte der 1,97 Meter große Rückraumspieler zum deutschen Bundesligisten SG Flensburg-Handewitt, bei dem er einen Dreijahresvertrag unterschrieb, verließ die SG aber bereits im November 2014 wieder, weil er zu wenig Einsatzzeiten bekam. Nachdem ihn im Januar 2015 der dänische Erstligist Skanderborg Håndbold unter Vertrag genommen hatte, kehrte Kisum zur Saison 2015/16 nach Deutschland zurück und schloss sich dem Aufsteiger TVB 1898 Stuttgart an. Ab September 2016 spielte er für die TSV Hannover-Burgdorf. Der Vertrag wurde zum 31. Dezember 2016 aufgelöst. Ab Januar 2017 lief er wieder für TMS Ringsted auf. In der Saison 2017/18 stand er beim französischen Verein Fenix Toulouse Handball unter Vertrag. Anschließend kehrte er zu Nordsjælland Håndbold zurück. Ab dem Sommer 2022 stand er beim dänischen Erstligisten SønderjyskE Håndbold unter Vertrag. Im Februar 2023 wechselte er zum nordmazedonischen Erstligisten RK Eurofarm Pelister. Mit RK Eurofarm Pelister gewann er 2023 die nordmazedonische Meisterschaft. Im Februar 2024 schloss sich Kisum dem französischen Erstligisten Saint-Raphaël Var Handball an, bei dem er bis zum Saisonende 2023/24 unter Vertrag stand.
Kisum bestritt 51 Länderspiele für die dänische Juniorennationalmannschaft, mit der er an zwei Weltmeisterschaften sowie einer Europameisterschaft teilnahm.

## Bundesligabilanz
| Saison    | Verein                | Spielklasse | Spiele | Tore | 7-Meter | Feldtore |
| --------- | --------------------- | ----------- | ------ | ---- | ------- | -------- |
| 2015/16   | TBV Stuttgart         | Bundesliga  | 32     | 83   | 0       | 83       |
| 2016/17   | TSV Hannover-Burgdorf | Bundesliga  | 13     | 2    | 0       | 2        |
| 2015–2016 | gesamt                | Bundesliga  | 45     | 85   | 0       | 85       |